# Allt om Hobby
Allt om Hobby är en tidskrift grundad 1966 samt bokförlag med inriktning på teknisk kultur, veteranhobby samt modellbygge. Jan Jangö var chefredaktör åren 1966 till 1985 då Freddy Stenbom (17 maj 1948 - 13 september 2008) som varit anställd som redaktionssekreterare sen 1972, övertog chefredaktörsposten och ägandet av bokförlaget. 2016 köpte Jocke Sannagård tidningen, som numera ges ut av Hobbypress förlag. Sannagård är också redaktör.
Redan 1965 utgav Jangö en bok med titeln Allt om hobby: en bok om stora och små tekniska ting, vilken fick en fortsättning i tidskriften. 
Förutom tidskriften Allt om Hobby producerade förlaget på uppdrag av tre riksföreningar medlemstidskrifterna 
- Pilot Briefing - Kungliga Svenska Aeroklubben och Motorflygförbundet KSAK (KSAK)
- Modellflygnytt - (Sveriges Modellflygförbund) SMFF
- EAA-Nytt - EAA Sverige - tidigare Experimental Aircraft Association chapter 222

Bokutgivningen var främst inriktad på modelljärnväg och flyghistoria men omfattar även annan teknikhistoria och handböcker för teknikhobby.  Modelljärnvägsböcker av Rutger Friberg har även utgetts på engelska med inriktning på den amerikanska marknaden. Böcker som inte direkt är riktade mot hobbymarknaden utkommer efter 2003 under förlagsnamnet Freddy Stenboms Förlag. 
Förlaget Allt om Hobby har även givit ut skönlitterära verk av Krister Brandt, tidigare tidningens modelljärnvägsredaktör samt redaktör för årsboksserien Modelltåg (1990-1999). 
Förlaget övertog 2002 produktionen av årsboken "I luften - flygets årsbok" (redaktörer Michael Sanz och Freddy Stenbom) samt ger sedan 2001 ut bokserien ”Allt om Modelltåg” (redaktörer Christer Engström, Rutger Friberg och Lars Olov Karlsson)